# Liste der 1933 bis 1938 nach österreichischem Recht Hingerichteten
Die Liste der 1933 bis 1938 nach österreichischem Recht Hingerichteten bietet einen Überblick über jene 45 Personen, die aufgrund der Rechtslage zur Todesstrafe in der Zeit zwischen dem 10. November 1933 (Verhängung des Standrechts in Österreich durch die Regierung Dollfuß II) und dem März 1938 („Anschluss“ Österreichs an das Deutsche Reich) in Österreich zum Tode verurteilt und hingerichtet („justifiziert“) wurden. Alle 45 Hingerichteten waren Männer; nach dem 1933 bis 1938 in Österreich geltenden Recht war auch die Hinrichtung von Frauen möglich, doch ist es im genannten Zeitraum dazu nicht gekommen.

## Rechtliche Grundlagen
In der 1918 gegründeten Republik Österreich galt zunächst noch ein aus der Habsburgermonarchie stammendes Notverordnungsrecht, das die Todesstrafe für eine Reihe von Delikten vorsah.
Die Verfassung der Republik Österreich von 1920 sah die Todesstrafe im ordentlichen Verfahren nicht mehr vor. Die Vorschriften des Strafgesetzes von 1852 betreffend das standrechtliche Verfahren blieben davon jedoch unberührt.

### 1933 bis 1. Mai 1934
Unter dem seit Frühjahr 1933 mittels Verordnungen autoritär regierenden Bundeskanzler Engelbert Dollfuß (CSP) wurde in der Ministerratssitzung vom 10. November 1933 die Verhängung des Standrechts in Österreich beschlossen, wodurch im Fall mehrerer Delikte wieder die Todesstrafe entsprechend dem Strafgesetz von 1852 verhängt werden konnte; der entsprechende Beschluss trat am nächsten Tag in Kraft. Standrechtliche Verfahren waren seither vorgesehen für die Delikte des Mordes, der Brandlegung sowie für das Verbrechen der öffentlichen Gewalttätigkeit, und zwar gegen Personen, die auf frischer Tat ergriffen wurden oder deren Schuld ohne Verzug feststellbar war.

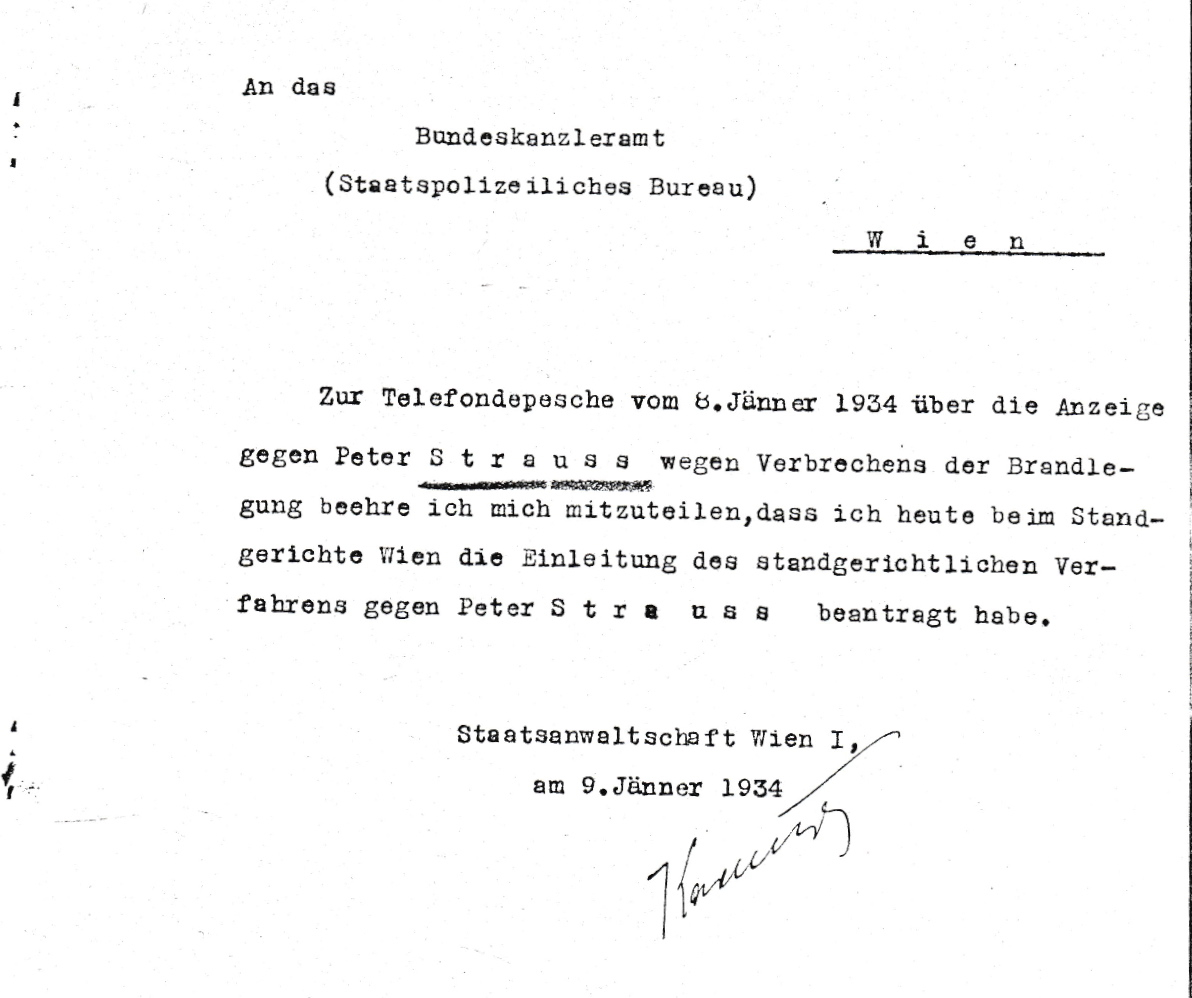
Benachrichtigung des Bundeskanzleramtes über die Einleitung des standrechtlichen Verfahrens gegen Peter Strauß (1934).

Nach den gesetzlichen Vorgaben wurden standrechtliche Verfahren von einem aus vier Richtern und einem Staatsanwalt bestehenden „fliegenden Senat“ geführt, der am Oberlandesgericht Wien seinen Sitz hatte und falls notwendig zum zuständigen Landes- bzw. Kreisgericht anreiste. Die Verhandlungsdauer betrug im standrechtlichen Verfahren längstens drei Tage, wobei der Prozess entweder mit einem Freispruch oder mit der Todesstrafe zu enden hatte. Betrug die voraussichtliche Verfahrensdauer mehr als drei Tage, so musste der Fall vor einem ordentlichen Gericht verhandelt werden, welches jedoch keine Todesurteile verhängen konnte. Das standrechtliche Verfahren hingegen endete bei einstimmiger Bejahung der Schuldfrage mit der Verurteilung zum „Tode durch den Strang“. Gegen das Urteil eines Standgerichtes war kein Rechtsmittel zulässig, einzig eine Begnadigung zu lebenslanger Haft durch den Bundespräsidenten war möglich, wenn ein Gnadengesuch gestellt wurde und das Justizministerium dieses dem Bundespräsidenten vorlegte. Unterblieb ein entsprechendes Gnadengesuch oder wurde es vom Bundespräsidenten abgelehnt, so war das Todesurteil nach regulär zwei Stunden am Würgegalgen zu vollstrecken. Auf Antrag des Verurteilten konnte die Hinrichtung um eine weitere Stunde (die sogenannte „dritte Stunde“) aufgeschoben werden. Aufgrund dieser engen Zeitvorgaben reiste der „fliegende Senat“ meist bereits zusammen mit dem Scharfrichter und dessen Assistenten zum Verhandlungsort an.

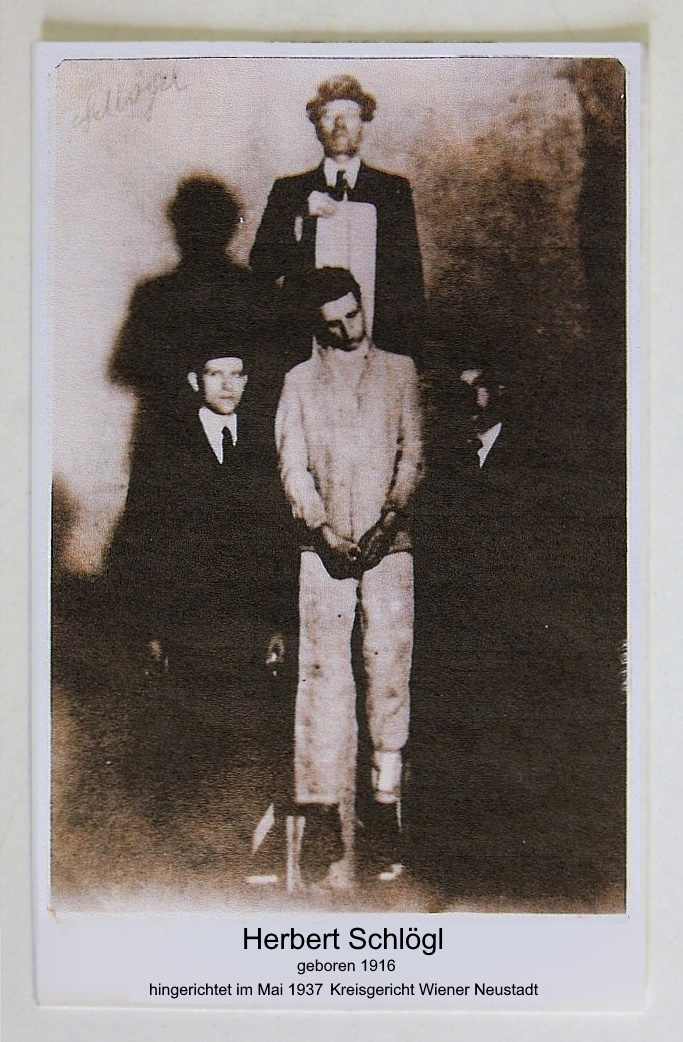
Scharfrichter Johann Lang und seine Assistenten nach der am 12. Mai 1937 im Kreisgericht Wiener Neustadt am Würgegalgen vollzogenen Hinrichtung des Raubmörders Herbert Schlögl

Nach der Verkündung eines Todesurteils wurden unverzüglich die Vorbereitungen für den Vollzug der Strafe getroffen, d. h. der Verurteilte wurde in einer Todeszelle isoliert, geistlicher Beistand und eine Henkersmahlzeit angeboten, letzte Besuche organisiert und der Würgegalgen errichtet. Traf bis spätestens drei Stunden nach Verkündung des Todesurteils keine Nachricht über die erfolgte Begnadigung ein, so wurde das Urteil vollstreckt. Scharfrichter bei den weitaus meisten Hinrichtungen zwischen 1933 und 1938 war Johann Lang aus Wien, ein Neffe des 1925 verstorbenen kaiserlichen Scharfrichters Josef Lang. Ihm zur Seite standen zwei Assistenten, der Fiakerfahrer Josef Bors  und der Fleischwaren-Markthändler Franz Spitzer. Hinrichtungen wurden auch von anderen Henkern durchgeführt, z. B. in den Fällen von Josef Ahrer, Josef Stanek, Anton Bulgari und Koloman Wallisch.
Der erste Prozess im standrechtlichen Verfahren fand am 14. Dezember 1933 in Wels statt, wobei das Todesurteil auf Empfehlung des Justizministers jedoch vom Bundespräsidenten in eine Freiheitsstrafe umgewandelt wurde. Ein standrechtliches Gerichtsverfahren war auch der zu Jahresbeginn 1934 in Graz geführte Prozess gegen Peter Strauß, wobei Justizminister Kurt Schuschnigg  das am 11. Jänner 1934 gefällte Todesurteil erstmals vollstrecken ließ. Die zivilen Standgerichte auf der 1933 geschaffenen rechtlichen Grundlage kamen besonders nach den „Februarkämpfen 1934“ zum Einsatz. Per Notverordnung wurde vom 12. bis zum 21. Februar 1934 auch das Verbrechen des „Aufruhrs“ gemäß §§ 73, 74 StG 1852 der Standgerichtsbarkeit unterworfen, so dass Personen, die im Zuge der Kämpfe bewaffnet gefangen genommen worden waren, zum Tode verurteilt werden konnten. Die im Eilverfahren abgewickelten Prozesse – überwiegend gegen Aktivisten der Sozialdemokratischen Partei und des Republikanischen Schutzbundes – endeten mit 24 Todesurteilen, von denen 15 in Haftstrafen umgewandelt und 9 vollstreckt wurden.

### 1. Mai 1934 bis 1938

Staatswappen des Bundesstaates Österreich 1934 bis 1938

Mit der am 1. Mai 1934 in Kraft getretenen „Maiverfassung“ wurde die Republik Österreich auch formalrechtlich zu einem autoritären Staat (siehe Ständestaat, Austrofaschismus) umgestaltet; bis zum „Anschluss“ an das Deutsche Reich im März 1938 hieß der Staat nun offiziell Bundesstaat Österreich. Am 19. Juni 1934 führte eine Gesetzesänderung die Todesstrafe auch im ordentlichen Verfahren wieder ein. Am 12. Juli 1934 wurde den österreichischen Standgerichten auch die Zuständigkeit für Vergehen im Zusammenhang mit Sprengstoffattentaten und dem illegalen Besitz von Sprengstoff übertragen.
Beim „Juliputsch“ am 25. Juli 1934 verübten SS-Männer, die als Soldaten des Bundesheeres und Polizisten verkleidetet waren, einen Überfall auf das Bundeskanzleramt in Wien, in dessen Verlauf Bundeskanzler Dollfuß getötet wurde. Gleichzeitig drang eine andere Gruppe von nationalsozialistischen Aktivisten in die Senderäume der RAVAG ein. Nach dem Scheitern des Putschversuchs wurde einen Tag später das „Bundesverfassungsgesetz vom 26. Juli 1934 über die Einführung eines Militärgerichtshofes als Ausnahmsgerichtes  zur Aburteilung der mit dem Umsturzversuch vom 25. Juli 1934 im Zusammenhang stehenden strafbaren Handlungen“ erlassen, wodurch zusätzlich zu den bereits existierenden zivilen Standgerichten auch ein militärisches Standgericht geschaffen wurde. Der auf diese Weise ins Leben gerufene Militärgerichtshof ähnelte in Zusammensetzung, Verfahrensführung und Kompetenzen den zivilen Standgerichten, außer dass beim Militärgericht vier Offiziere als Richter fungierten. Die nach dem Juliputsch verhafteten Personen wurden von der Staatsanwaltschaft in „schwer“ und „minder Beteiligte“ geschieden. Die Schwerbeteiligten (Anführer, Mitkämpfer, Kuriere usw.) wurden auch dann dem Militärgericht zur Aburteilung ihrer mit dem Putsch im Zusammenhang stehenden Vergehen überstellt, wenn ein Verfahren gegen sie bereits vor einem ordentlichen Gericht oder einem zivilen Standgericht anhängig war. Die abermals im Eilverfahren abgewickelten Prozesse gegen die Beteiligten des Juliputsches, von denen viele aus den Reihen der Exekutive sowie des Bundesheeres gekommen waren, endeten mit zahlreichen Todesurteilen, von denen 13 vollstreckt wurden.
Nach dem „Anschluss“ Österreichs im März 1938 ähnelte die Rechtslage zur Todesstrafe der des Deutschen Reiches.

## Liste vollstreckter Todesurteile
Die folgende Tabelle listet jene Personen auf, die 1933 bis 1938 durch österreichische Gerichte – sowohl in Anwendung des Standrechts als auch im ordentlichen Verfahren – zum Tode verurteilt und hingerichtet wurden.
Bei einer großen Anzahl von Todesurteilen erfolgte eine Umwandlung in Haftstrafen: Im Zeitraum zwischen den „Februarkämpfen“ im Februar 1934 und dem „Anschluss“ im März 1938 wurden in Österreich 141 Todesurteile ausgesprochen, von denen 44 vollstreckt wurden. Allein im „Galgenhof“ des Landesgerichtes Wien wurden im genannten Zeitraum 21 Hinrichtungen am Würgegalgen durchgeführt. Im Jahr 1936 verhängten österreichische Gerichte 18 Todesurteile (Geschworenengerichte 14, Standgerichte 4), von denen zwei vollstreckt wurden; im Jahr 1937 verhängten österreichische Gerichte 30 Todesurteile (Geschworenengerichte 23, Standgerichte 7), von denen 9 vollstreckt wurden. Unter den 1933 bis 1938 nach österreichischem Recht zum Tode verurteilten und hingerichteten Menschen war Anton Bulgari (1877–1934) mit 57 Jahren der älteste, Fritz Fleck (1917–1937) mit 19 Jahren der jüngste. Die 45 Hingerichteten lassen sich nach den Gründen, die zu ihrer Verurteilung zum Tode führten, grob in vier Gruppen einteilen: 10 Personen waren Anhänger der österreichischen Sozialdemokratie, von denen die meisten Anfang 1934 im Zusammenhang mit den Februarkämpfen hingerichtet wurden; 15 Personen waren Nationalsozialisten, von denen die meisten im Sommer 1934 im Zusammenhang mit dem Juliputsch hingerichtet wurden; 19 Personen wurden aufgrund von Mordfällen ohne politischen Hintergrund hingerichtet; lediglich Peter Strauß lässt sich als Urheber einer Brandstiftung, bei der ausschließlich Sachschaden entstand, keiner der anderen drei Kategorien zuweisen.
| Nr. | Hinrichtung   | Person                        | Anmerkung |
| --- | ------------- | ----------------------------- | --- |
| 1   | 11. Jan. 1934 | Peter Strauß (* 1900)         | Tagelöhner, wegen Brandstiftung zum Tode verurteilt und im Hof des Landesgerichtes Graz am Würgegalgen hingerichtet, Scharfrichter Johann Lang unter Assistenz von Franz Spitzer und Josef Bors. |
| 2   | 14. Feb. 1934 | Karl Münichreiter (* 1891)    | Schuhmachergehilfe, nach den Februarkämpfen als Schutzbund-Gruppenführer zum Tode verurteilt und im „Galgenhof“ des Landesgerichtes Wien am Würgegalgen hingerichtet. Da sich Johann Lang zu dieser Zeit bei einem Mordprozess in Klagenfurt (dem „Fall Bärnthaler“) für eine etwaige Hinrichtung in Bereitschaft hielt, wurde in Wien ein Ersatzscharfrichter tätig.                                              |
| 3   | 15. Feb. 1934 | Georg Weissel (* 1899)        | Offizier der Wiener Berufsfeuerwehr, nach den Februarkämpfen als Schutzbündler zum Tode verurteilt und an diesem Tag als Erster im „Galgenhof“ des Landesgerichtes Wien am Würgegalgen hingerichtet. |
| 4   | 15. Feb. 1934 | Emil Swoboda (* 1898)         | Schlossergehilfe, nach den Februarkämpfen als Schutzbund-Gruppenführer zum Tode verurteilt und an diesem Tag als Zweiter im „Galgenhof“ des Landesgerichtes Wien am Würgegalgen hingerichtet. |
| 5   | 16. Feb. 1934 | Viktor Rauchenberger (* 1908) | Maurergehilfe aus Rohrbach an der Gölsen, nach den Februarkämpfen in Ob der Kirche bei Hainfeld als Schutzbündler zum Tode verurteilt und auf Anordnung des Gerichts an diesem Tag als Erster im Hof des Kreisgerichtes St. Pölten am Würgegalgen hingerichtet. Scharfrichter Johann Lang. |
| 6   | 16. Feb. 1934 | Johann Hois (* 1891)          | Fabrikarbeiter aus Rohrbach an der Gölsen, nach den Februarkämpfen in Ob der Kirche bei Hainfeld als Schutzbündler zum Tode verurteilt und auf Anordnung des Gerichts an diesem Tag als Zweiter im Hof des Kreisgerichtes St. Pölten am Würgegalgen hingerichtet. Scharfrichter Johann Lang. |
| 7   | 17. Feb. 1934 | Josef Stanek (* 1883)         | Arbeiterkammersekretär in Graz, nach den Februarkämpfen als Schutzbündler zum Tode verurteilt und im Hof des Landesgerichtes Graz am Würgegalgen hingerichtet, Scharfrichter Julius Fuchs. |
| 8   | 17. Feb. 1934 | Josef Ahrer (* 1908)          | Nach den Februarkämpfen als Schutzbündler zum Tode verurteilt und im gerichtlichen Gefangenenhaus Steyr am Würgegalgen hingerichtet, als Scharfrichter fungierte der Garstener Kleinlandwirt Franz Wurm. |
| 9   | 19. Feb. 1934 | Koloman Wallisch (* 1889)     | Nationalratsabgeordneter, nach den Februarkämpfen als Sozialdemokrat zum Tode verurteilt und im Hof des Kreisgerichtes Leoben (Dominikanergasse 13) am Würgegalgen hingerichtet, als Scharfrichter fungierte der Wiener Fleischhauer Franz Spitzer. |
| 10  | 22. Feb. 1934 | Anton Bulgari (* 1877)        | Malergehilfe und Arbeiter-Samariter, nach den Februarkämpfen als Schutzbündler zum Tode verurteilt und im Hof des Landesgerichtes Linz am Würgegalgen hingerichtet, als Scharfrichter fungierte ein ehemaliger Matrose der k.u.k. Kriegsmarine namens Abele. |
| 11  | 24. Juli 1934 | Josef Gerl (* 1912)           | Goldschmied und Sozialdemokrat, nach Sprengstoffanschlag auf die Donauuferbahn zum Tode verurteilt und im „Galgenhof“ des Landesgerichtes Wien am Würgegalgen hingerichtet. |
| 12  | 31. Juli 1934 | Franz Holzweber (* 1904)      | Beim Juliputsch am Angriff auf das Bundeskanzleramt beteiligt; als Nationalsozialist zum Tode verurteilt und auf Anordnung des Gerichts an diesem Tag als Erster im „Galgenhof“ des Landesgerichtes Wien am Würgegalgen hingerichtet. Scharfrichter Johann Lang. |
| 13  | 31. Juli 1934 | Otto Planetta (* 1899)        | Beim Juliputsch Mörder von Bundeskanzler Dollfuß; als Nationalsozialist zum Tode verurteilt und auf Anordnung des Gerichts an diesem Tag als Zweiter im „Galgenhof“ des Landesgerichtes Wien am Würgegalgen hingerichtet. Scharfrichter Johann Lang. |
| 14  | 1. Aug. 1934  | Friedrich Wurnig (* 1908)     | Beim Juliputsch Mörder des Innsbrucker Polizei-Kommandanten Franz Hickl; als Nationalsozialist zum Tode verurteilt und im kleinen Hof des Innsbrucker Gefangenenhauses am Würgegalgen hingerichtet. Scharfrichter Johann Lang. |
| 15  | 7. Aug. 1934  | Ernst Feike (* 1911)          | Beim Juliputsch als aktiver Bundesheersoldat am Angriff auf das Bundeskanzleramt beteiligt; als Nationalsozialist zum Tode verurteilt und im „Galgenhof“ des Landesgerichtes Wien am Würgegalgen hingerichtet. Scharfrichter Johann Lang. |
| 16  | 13. Aug. 1934 | Erich Wohlrab (* 1908)        | Beim Juliputsch als aktiver Polizist am Angriff auf das Bundeskanzleramt beteiligt; als Nationalsozialist zum Tode verurteilt und auf Anordnung des Gerichts an diesem Tag als Erster im „Galgenhof“ des Landesgerichtes Wien am Würgegalgen hingerichtet. Scharfrichter Johann Lang. |
| 17  | 13. Aug. 1934 | Josef Hackl (* 1906)          | Beim Juliputsch als aktiver Polizist am Angriff auf das Bundeskanzleramt beteiligt; als Nationalsozialist zum Tode verurteilt und auf Anordnung des Gerichts an diesem Tag als Zweiter im „Galgenhof“ des Landesgerichtes Wien am Würgegalgen hingerichtet. Scharfrichter Johann Lang. |
| 18  | 13. Aug. 1934 | Franz Leeb (* 1902)           | Beim Juliputsch als aktiver Polizist am Angriff auf das Bundeskanzleramt beteiligt; als Nationalsozialist zum Tode verurteilt und auf Anordnung des Gerichts an diesem Tag als Dritter im „Galgenhof“ des Landesgerichtes Wien am Würgegalgen hingerichtet. Scharfrichter Johann Lang. |
| 19  | 13. Aug. 1934 | Ludwig Maitzen (* 1905)       | Beim Juliputsch als aktiver Polizist am Angriff auf das Bundeskanzleramt beteiligt; als Nationalsozialist zum Tode verurteilt und auf Anordnung des Gerichts an diesem Tag als Vierter im „Galgenhof“ des Landesgerichtes Wien am Würgegalgen hingerichtet. Scharfrichter Johann Lang. |
| 20  | 18. Aug. 1934 | Johann „Hans“ Domes (* 1901)  | Beim Juliputsch Anführer des Überfalls auf die RAVAG; als Nationalsozialist zum Tode verurteilt und im „Galgenhof“ des Landesgerichtes Wien am Würgegalgen hingerichtet. Scharfrichter Johann Lang. |
| 21  | 20. Aug. 1934 | Franz Saureis (* 1904)        | Landwirtschaftlicher Arbeiter aus Bad Ischl, beim Juliputsch im Besitz von Sprengstoff. Als Nationalsozialist zum Tode verurteilt und auf Anordnung des Gerichts an diesem Tag als Erster im „Galgenhof“ des Landesgerichtes Wien am Würgegalgen hingerichtet. |
| 22  | 20. Aug. 1934 | Franz Unterberger (* 1907)    | Landwirtschaftlicher Arbeiter aus Bad Ischl, beim Juliputsch im Besitz von Sprengstoff. Als Nationalsozialist zum Tode verurteilt und auf Anordnung des Gerichts an diesem Tag als Zweiter im „Galgenhof“ des Landesgerichtes Wien am Würgegalgen hingerichtet. |
| 23  | 22. Aug. 1934 | Rudolf Erlbacher (* 1906)     | Beim Juliputsch als Nationalsozialist am Aufstand im Ennstal beteiligt; für Mord am Heimatschutz-Kommandanten Max Diermayer (* 1901) in Klachau bei Bad Mitterndorf zum Tode verurteilt und im Hof des Kreisgerichtes Leoben (Dominikanergasse 13) am Würgegalgen hingerichtet. |
| 24  | 29. Aug. 1934 | Franz Ebner (* 1902)          | Beim Juliputsch als Nationalsozialist am Aufstand im Ennstal beteiligt; als Mörder des St. Gallener Gendarmerie-Kommandanten Franz Titz (* 1878) zum Tode verurteilt und im Hof des Kreisgerichtes Leoben (Dominikanergasse 13) am Würgegalgen hingerichtet. |
| 25  | 4. Sep. 1934  | Willibald Bendinger (* 1912)  | Hilfsarbeiter aus Kapfenberg, für Raubmord am Hüttenwirt und einem Gast der auf 2481 m ü. A. in den Felber Tauern gelegenen St. Pöltner Hütte zum Tode verurteilt und im „Galgenhof“ des Landesgerichtes Wien am Würgegalgen hingerichtet. |
| 26  | 13. Sep. 1934 | Johann Fleischer (* 1908)     | Hilfsarbeiter aus Schottwien, für Raubmorde an einem Paar am Sonnwendstein sowie an einem Mädchen im Haidbachgraben (Semmeringgebiet) zum Tode verurteilt und im „Galgenhof“ des Landesgerichtes Wien am Würgegalgen hingerichtet. |
| 27  | 21. Nov. 1934 | Alois Gaidosch jun. (* 1913)  | Für Mord an seinem Vater, dem Landwirt und Hofbesitzer Alois Gaidosch sen. in Ollern, Bezirk Tulln, zum Tode verurteilt und im „Galgenhof“ des Landesgerichtes Wien am Würgegalgen hingerichtet. |
| 28  | 4. Jan. 1935  | Johann Bogensperger (* 1905)  | Hilfsarbeiter aus Pusterwald, Gerichtsbezirk Judenburg, für Raubmord an dem siebenjährigen Viktor Heinisser zum Tode verurteilt und im Hof des Kreisgerichtes Leoben (Dominikanergasse 13) am Würgegalgen hingerichtet. |
| 29  | 27. Feb. 1935 | Anton Pribauer (* 1912)       | Hilfsarbeiter aus Gänserndorf, für Raubmord an dem pensionierten Wachmann Jakob Pollak in Matzen, Bezirk Gänserndorf, zum Tode verurteilt und im „Galgenhof“ des Landesgerichtes Wien am Würgegalgen hingerichtet. |
| 30  | 7. März 1935  | Franz Böck (* 1895)           | Schmiedemeister, für Raubmord an der Gastwirtin Katharina Hicker in Oberstinkenbrunn, Bezirk Hollabrunn, zum Tode verurteilt und auf Anordnung des Gerichts an diesem Tag als Erster im „Galgenhof“ des Landesgerichtes Wien am Würgegalgen hingerichtet. |
| 31  | 7. März 1935  | Alois Sedlak (* 1882)         | Hilfsarbeiter, für Raubmord an der Gastwirtin Katharina Hicker in Oberstinkenbrunn, Bezirk Hollabrunn, zum Tode verurteilt und auf Anordnung des Gerichts an diesem Tag als Zweiter im „Galgenhof“ des Landesgerichtes Wien am Würgegalgen hingerichtet. |
| 32  | 8. Nov. 1935  | Wilhelm Neubauer (* 1914)     | Kontorist (zum Tatzeitpunkt arbeitslos), für Raubmord an der Architektenwitwe Marie Flohr zum Tode verurteilt und im Hof des Landesgerichtes Graz am Würgegalgen hingerichtet. |
| 33  | 30. Nov. 1935 | Johann Neudorfer (* 1904)     | Hilfsarbeiter aus Zell am See, für Mord an seiner Freundin Elise Trauner in Kehlbach bei Saalfelden zum Tode verurteilt und im „Galgenhof“ des Landesgerichtes Salzburg am Würgegalgen hingerichtet. Scharfrichter Johann Lang. |
| 34  | 4. Aug. 1936  | Peter Weichselbaum (* 1902)   | Für den zusammen mit Komplizen auf einer Alm bei Mallnitz begangenen Mord an Josef Fercher, dem Ehemann seiner Geliebten, sowie Brandstiftung zum Tode verurteilt und im Hof des Landesgerichtes Graz am Würgegalgen hingerichtet. |
| 35  | 14. Dez. 1936 | Hermann Leitner (* 1885)      | Hammerschmiedebesitzer aus Sarleinsbach, Bezirk Rohrbach, für den im November 1936 begangenen Mord an seiner Ehefrau Marie zum Tode verurteilt und im Hof des Landesgerichtes Linz am Würgegalgen hingerichtet, Scharfrichter Johann Lang. |
| 36  | 8. Jan. 1937  | Alois Strigl (* 1893)         | Hilfsarbeiter aus Au bei Marchtrenk, als nationalsozialistischer Parteigänger für das Eisenbahnattentat auf den Ostende-Wien-Express (D-Zug 117) bei Oftering am 10. April 1934 sowie einen Sprengstoffanschlag in Kematen an der Krems zum Tode verurteilt und auf Anordnung des Gerichts an diesem Tag als Erster im Hof des Landesgerichtes Linz am Würgegalgen hingerichtet, Scharfrichter Johann Lang.        |
| 37  | 8. Jan. 1937  | Josef Scheinecker (* 1897)    | Fabrikarbeiter, als nationalsozialistischer Parteigänger für das am 10. April 1934 in Mitterbachham bei Oftering begangene Eisenbahnattentat auf den Ostende-Wien-Express (D-Zug 117) sowie einen Sprengstoffanschlag in Kematen an der Krems zum Tode verurteilt und auf Anordnung des Gerichts an diesem Tag als Zweiter im Hof des Landesgerichtes Linz am Würgegalgen hingerichtet, Scharfrichter Johann Lang. |
| 38  | 12. März 1937 | Eduard Pritz (* 1902)         | Jagdangestellter aus Münichreith, Bezirk Melk, für den im November 1934 in Mayerhof bei Purgstall an der Erlauf begangenen Raubmord an Leopold Moser sowie den versuchten Mord an seiner Ehefrau Katharina Pritz zum Tode verurteilt und im Hof des Kreisgerichtes Krems am Würgegalgen hingerichtet, seine Leiche der Wiener Anatomie übergeben. Scharfrichter Johann Lang.                                       |
| 39  | 12. Mai 1937  | Herbert Schlögl (* 1916)      | Schuhmachergehilfe, für den im April 1937 auf der Neunkirchner Allee begangenen Raubmord an der paraguayischen Diplomatentochter Ingrid Wiengreen zum Tode verurteilt und auf Anordnung des Gerichts an diesem Tag als Erster im Hof des Kreisgerichtes Wiener Neustadt am Würgegalgen hingerichtet, Scharfrichter Johann Lang.                                                                                    |
| 40  | 12. Mai 1937  | Fritz Fleck (* 1917)          | Müllergehilfe, für den im April 1937 auf der Neunkirchner Allee begangenen Raubmord an der paraguayischen Diplomatentochter Ingrid Wiengreen zum Tode verurteilt und auf Anordnung des Gerichts an diesem Tag als Zweiter im Hof des Kreisgerichtes Wiener Neustadt am Würgegalgen hingerichtet, Scharfrichter Johann Lang.                                                                                        |
| 41  | 2. Juni 1937  | Karl Dörr (* 1896)            | Angestellter der Bundesbahn aus Wien, für Mord an seiner geschiedenen Ehefrau zum Tode verurteilt und im „Galgenhof“ des Landesgerichtes Wien am Würgegalgen hingerichtet. |
| 42  | 5. Juni 1937  | Alois Eder (* 1912)           | Ehemaliger Gendarm auf Probe, für den im Herbst 1936 begangenen Mord an der Postamts-Leiterin Anna Freytag in Großpertholz (Gmünd) zum Tode verurteilt und im Hof des Kreisgerichtes Krems am Würgegalgen hingerichtet, Scharfrichter Johann Lang. |
| 43  | 9. Aug. 1937  | Johann Fuchs (* 1910)         | Bauernsohn, für den in Schachen bei Vorau begangenen Mord an seiner schwangeren Geliebten Juliane Frauenthaler zum Tode verurteilt und im Hof des Landesgerichtes Graz am Würgegalgen hingerichtet. |
| 44  | 13. Okt. 1937 | Anton Einböck (* 1904)        | Landwirt (vulgo „Schmiedbauer in Sittling“) in Taiskirchen, am 20. Juli 1937 durch ein Geschworenengericht für den im Dezember 1936 begangenen Mord an seiner Ehefrau Karoline sowie Brandstiftung zum Tode verurteilt und im Hof des Kreisgerichtes Ried im Innkreis am Würgegalgen hingerichtet, Scharfrichter Johann Lang.                                                                                      |
| 45  | 9. Feb. 1938  | Josef Eibl (* 1914)           | Hilfsarbeiter aus St. Johann (Tirol), für den im September 1937 in der Nähe von Fieberbrunn begangenen Raubmord an der Hausfrau Katharina Neuner, bei dem er einen Rucksack voll Preiselbeeren erbeutete, zum Tode verurteilt und im Hof des Landesgerichtes Innsbruck am Würgegalgen hingerichtet, Scharfrichter Johann Lang.                                                                                     |

Martin Scherer (* 1899) aus St. Georgen bei Salzburg, der für eine Reihe von Vergehen (Giftmord in Bruck an der Glocknerstraße, Brandstiftung, Versicherungsbetrug sowie Anstiftung weiterer Personen zu schweren Straftaten) am 11. November 1937 durch ein Geschworenengericht in Salzburg nach österreichischem Recht zum Tode verurteilt worden war, wurde erst am 24. September 1938, also nach dem „Anschluss“ Österreichs an das Deutsche Reich, hingerichtet (siehe dazu die Liste von im Deutschen Reich hingerichteten Personen). Da Todesurteile im Deutschen Reich zu dieser Zeit mit dem Fallbeil vollstreckt wurden, ist davon auszugehen, dass die Hinrichtung Scherers durch Enthaupten erfolgte.

## Aufteilung nach Ort und Zeit
(Hinrichtungen im Zusammenhang mit den
„Februarkämpfen“ 1934 sind mit einem „†“ gekennzeichnet, solche im Zusammenhang mit dem „Juliputsch“ 1934 mit einem „‡“.)
- Niederösterreich – 6 Hinrichtungen
  - Krems, Kreisgericht: Pritz (1937),  Eder (1937).
  - St. Pölten, Kreisgericht: Rauchenberger (1934†), Hois  (1934†).
  - Wiener Neustadt, Kreisgericht:  Schlögl (1937), Fleck (1937).
- Oberösterreich – 6 Hinrichtungen
  - Linz, Landesgericht: Bulgari (1934†), Leitner (1936), Strigl (1937), Scheinecker (1937).
  - Ried im Innkreis, Kreisgericht: Einböck (1937).
  - Steyr, Gefangenenhaus: Ahrer (1934†).
- Salzburg – 1 Hinrichtung
  - Salzburg, Landesgericht: Neudorfer (1935).
- Steiermark – 9 Hinrichtungen
  - Graz, Landesgericht: Strauß (1933), Stanek (1934†), Neubauer (1935),  Weichselbaum (1936), Fuchs (1937).
  - Leoben, Kreisgericht: Wallisch (1934†), Erlbacher (1934‡),  Ebner (1934‡),  Bogensperger (1935).
- Tirol – 2 Hinrichtungen
  - Innsbruck, Landesgericht: Wurnig (1934‡), Eibl (1938).
- Wien – 21 Hinrichtungen
  - Wien, Landesgericht: Münichreiter (1934†), Weissel (1934†), Swoboda (1934†), Gerl (1934), Holzweber (1934‡), Planetta (1934‡), Feike (1934‡), Wohlrab (1934‡), Hackl (1934‡), Leeb (1934‡),  Maitzen (1934‡),  Domes (1934‡), Saureis (1934‡), Unterberger (1934‡), Bendinger (1934),  Fleischer (1934), Gaidosch (1934), Pribauer (1935), Böck (1935), Sedlak (1935), Dörr (1937).

## Gräber

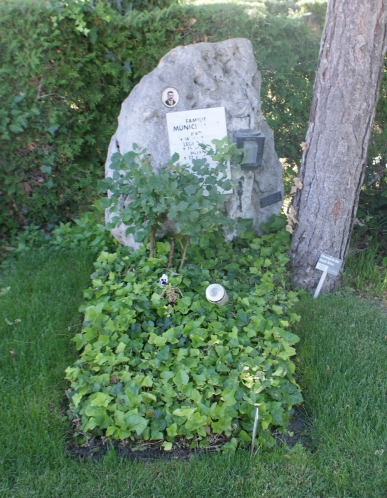
Grab von Karl Münichreiter († 1934) im Urnenhain der Feuerhalle Simmering
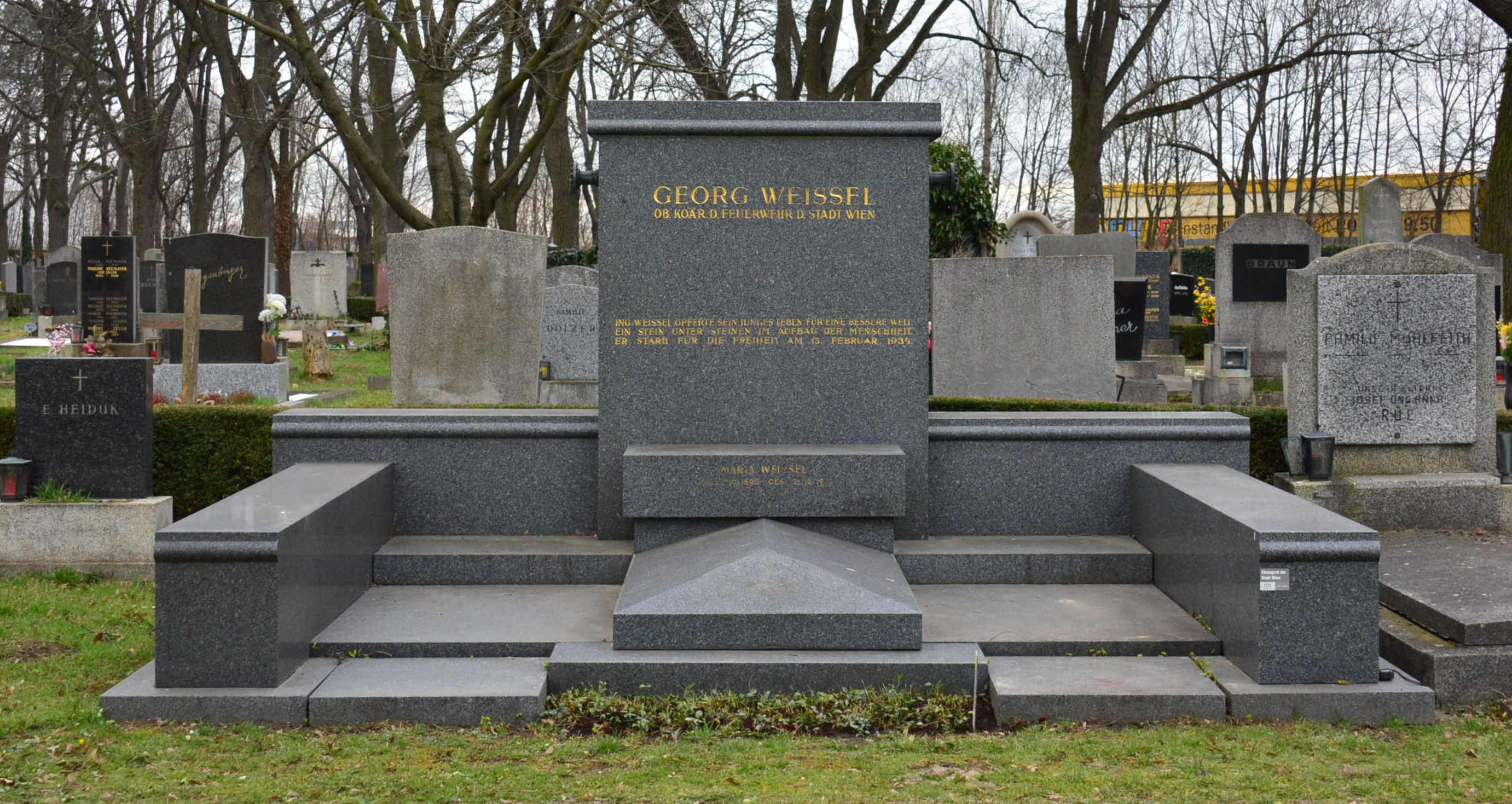
Grab von Georg Weissel († 1934) auf dem Wiener Zentralfriedhof
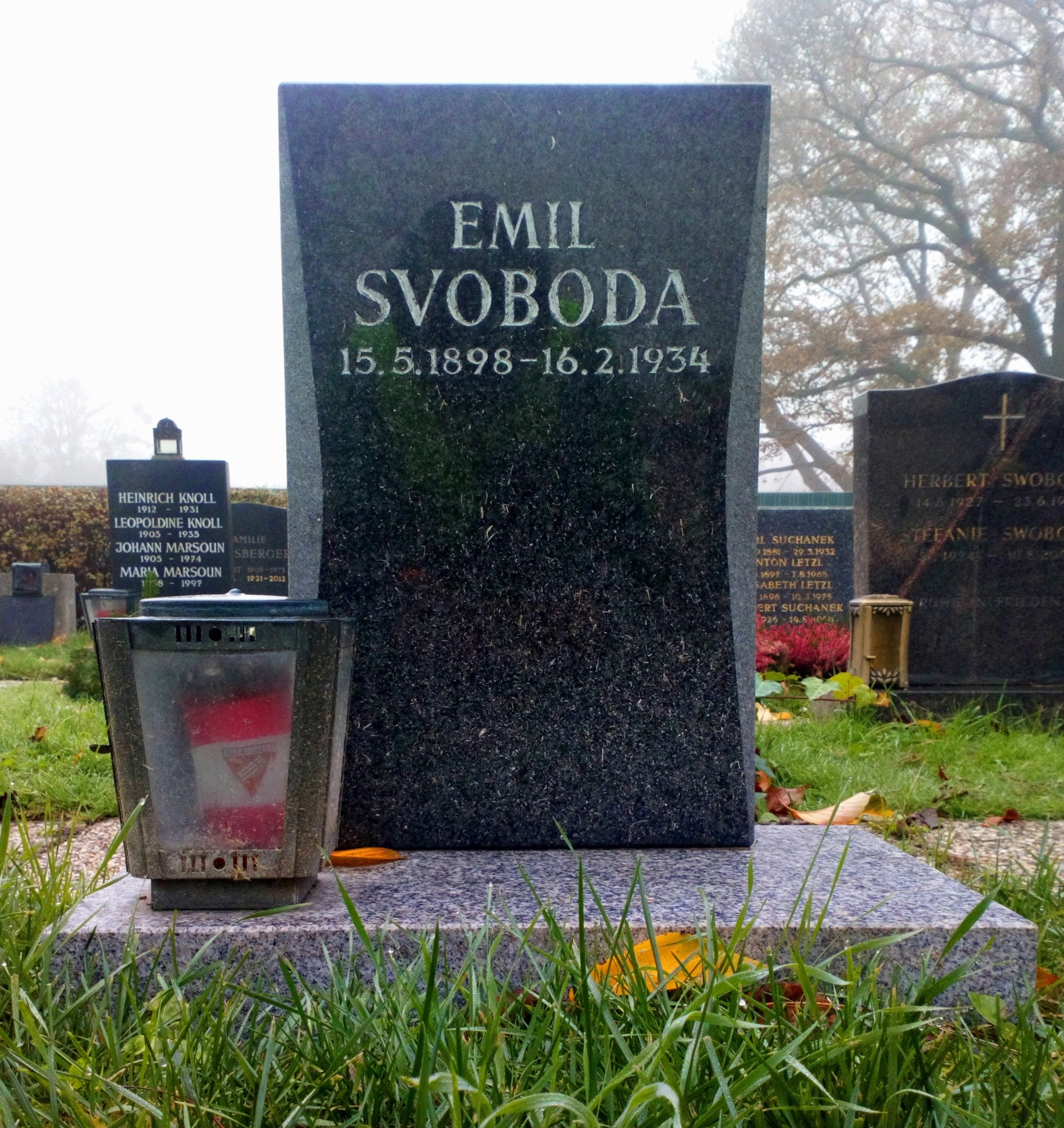
Grabstein für Emil Swoboda († 1934) im Urnenhain der Feuerhalle Simmering
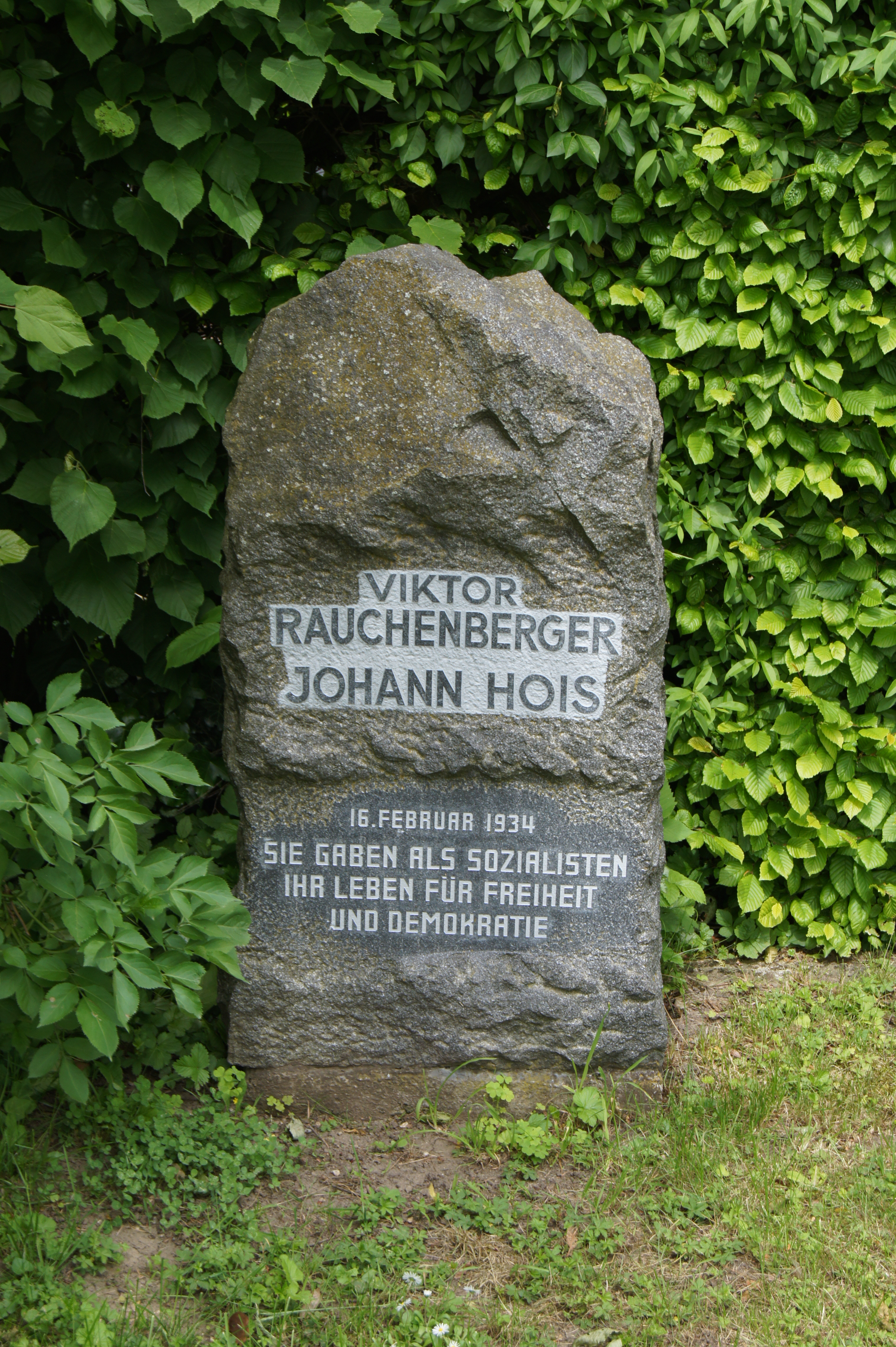
Grabstein für Viktor Rauchenberger und Johann Hois († 1934) auf dem Hauptfriedhof St. Pölten
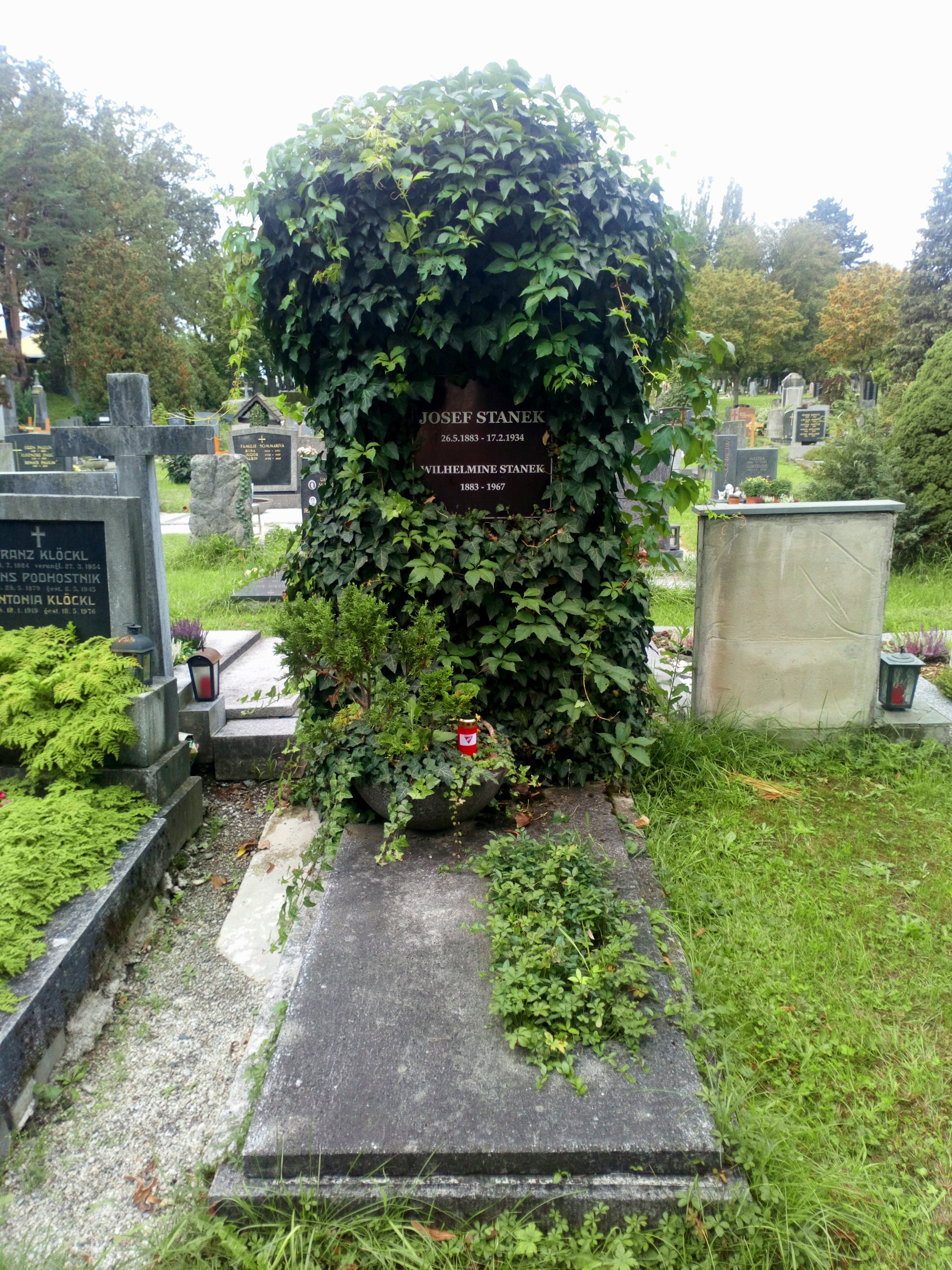
Grab von Josef Stanek († 1934) auf dem Grazer Zentralfriedhof
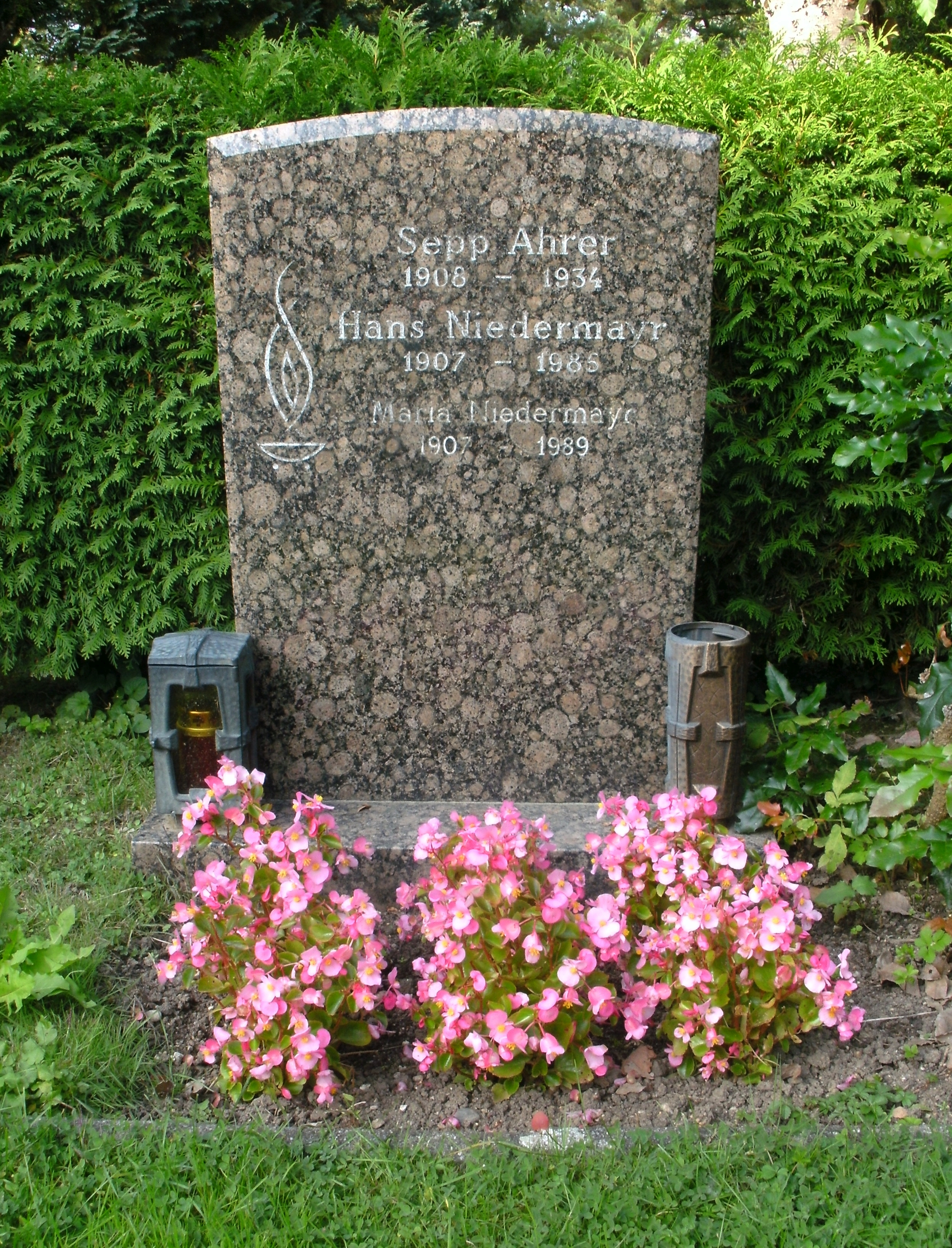
Grab von Josef Ahrer († 1934)  im Urnenfriedhof am Tabor in Steyr
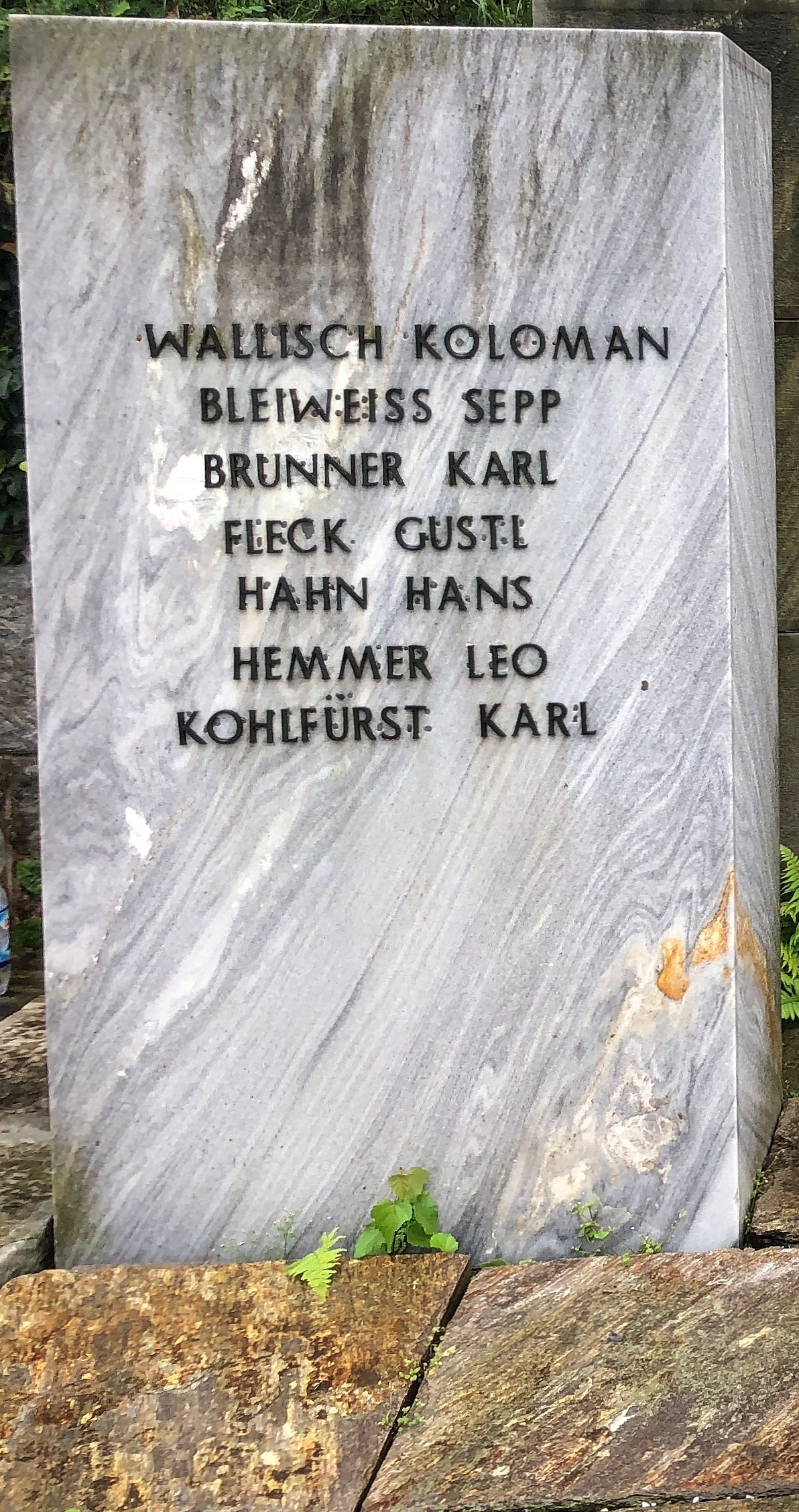
Grabdenkmal der Freiheitskämpfer 1934, unter ihnen Koloman Wallisch, auf dem Friedhof St. Ruprecht in Bruck/Mur
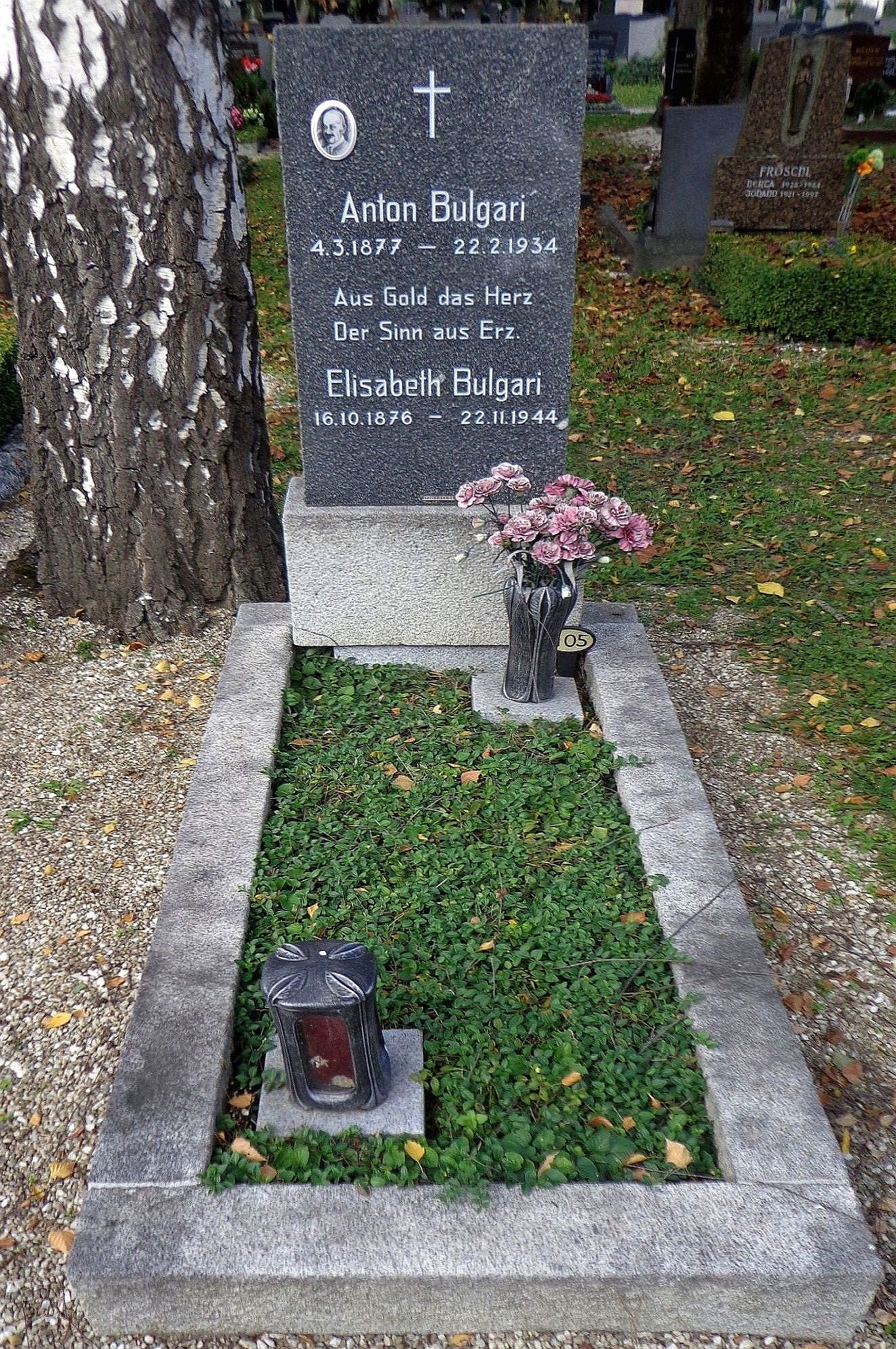
Grab von Anton Bulgari († 1934) auf dem St. Barbara-Friedhof in Linz
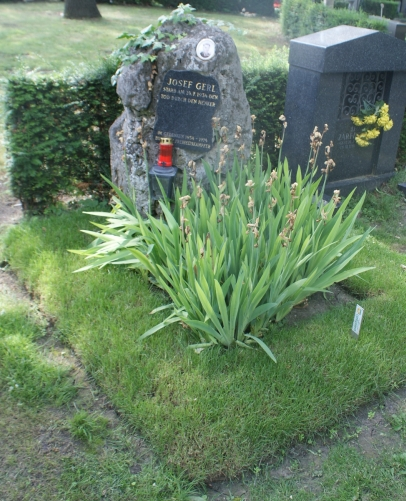
Grab von Josef Gerl († 1934) im Urnenhain der Feuerhalle Simmering
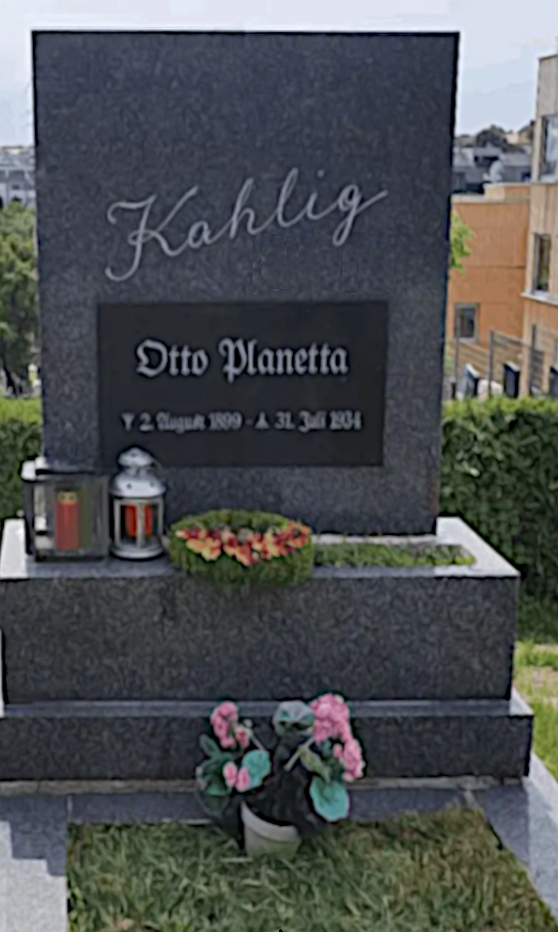
Grab von Otto Planetta († 1934) auf dem Dornbacher Friedhof
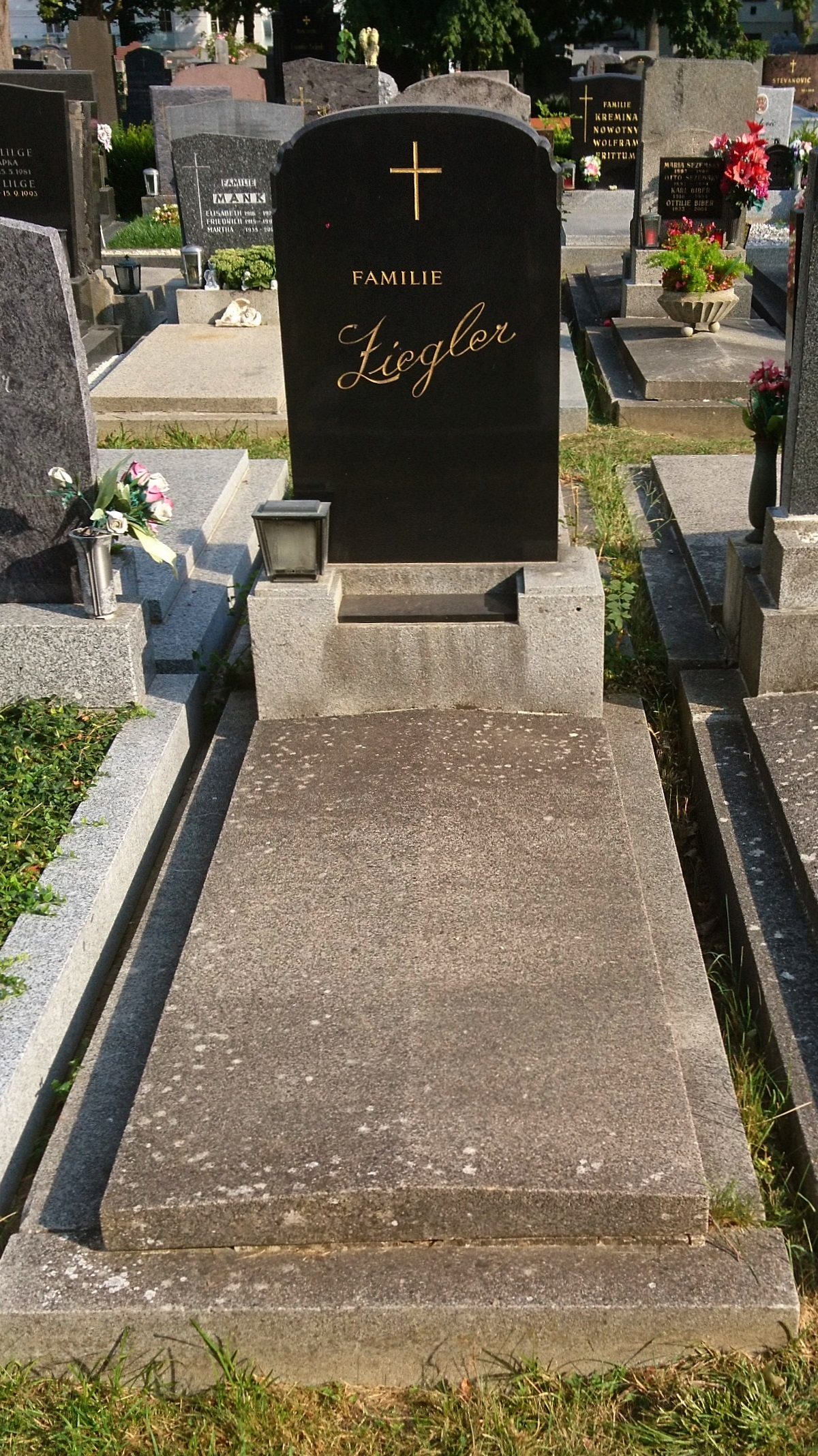
Unmarkiertes Grab von Ernst Feike († 1934) auf dem Wiener Zentralfriedhof
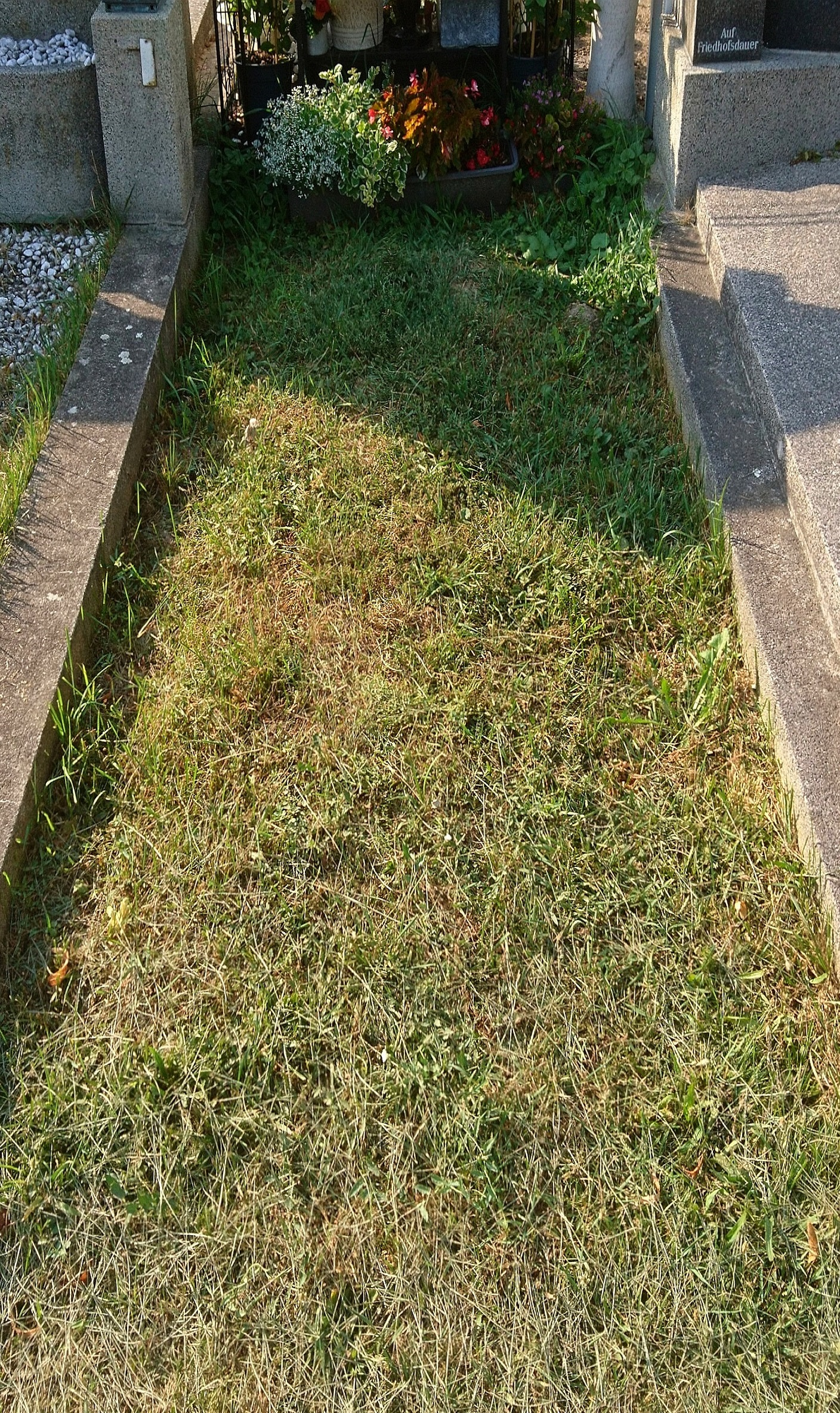
Unmarkiertes Grab von Josef Hackl († 1934) auf dem Wiener Zentralfriedhof
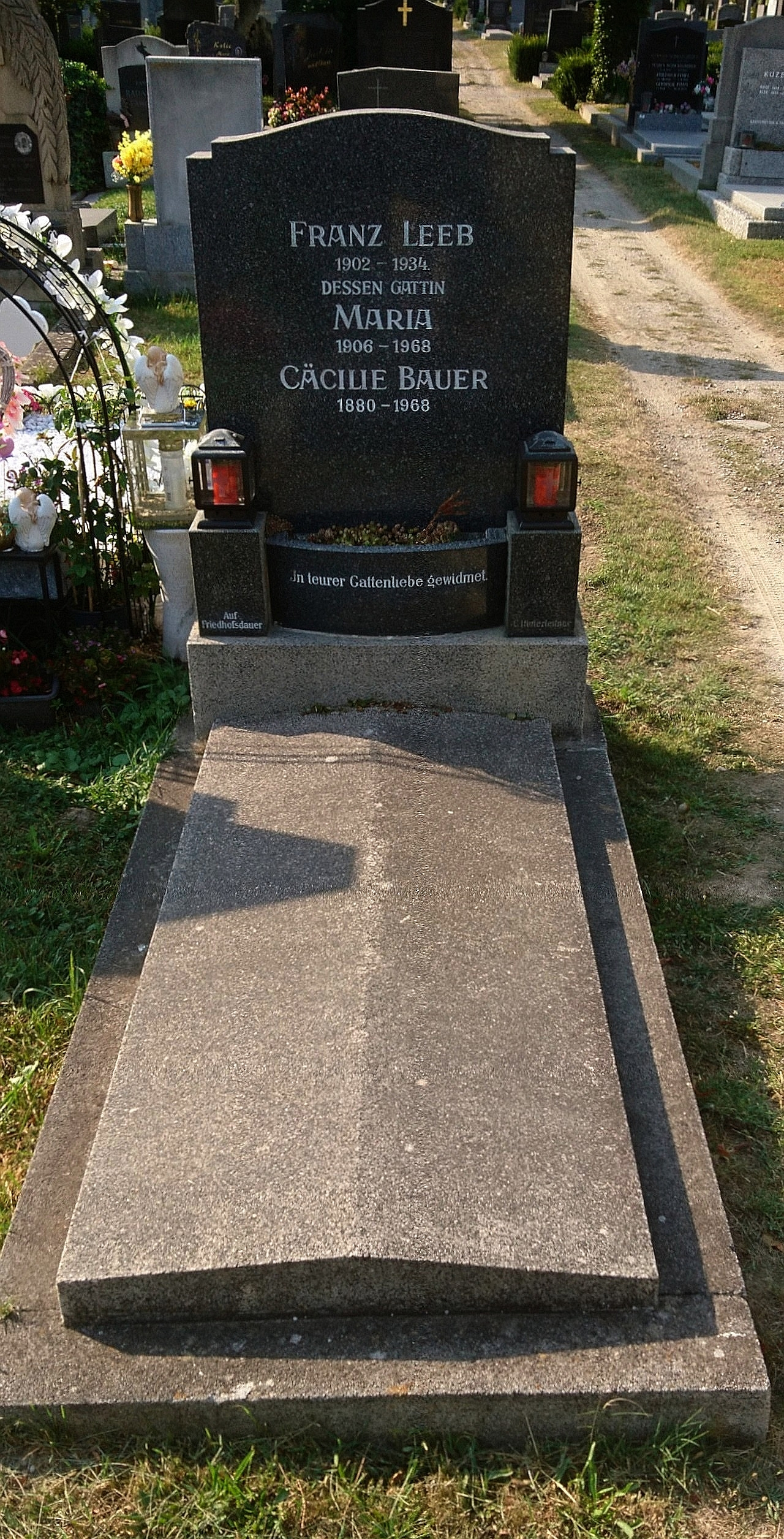
Grab von Franz Leeb († 1934) auf dem Wiener Zentralfriedhof
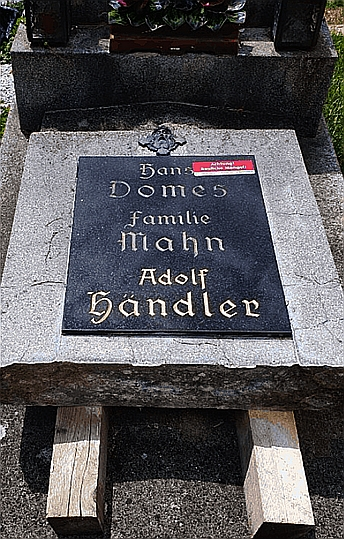
Grab von Johann „Hans“ Domes († 1934) auf dem Dornbacher Friedhof